# 郯城戰鬥
郯城戰鬥發生於1928年4月9日－11日，交戰地點則是在中國魯南，是中華民國北洋政府時期的戰鬥之一。郯城戰鬥的交戰雙方，一方為國民革命軍26日軍陳焯，另一方北洋四軍方永昌所轄軍隊。

## 參看
- 中華民國北洋政府時期內戰戰鬥列表